# Mikecz Pál
Mikecz Pál Gábor (Kemecse, 1889. szeptember 6. – Budapest, 1958. november 25.) mérnök, a Heves-Szolnok-Jászvidéki Tisza és Belvízszabályozó Társulat munkatársa, majd a Nyírvíz Szabályozó  Társulat főmérnöke.

## Életpályája
Mikecz Pál Gábor 1889. szeptember 6-án született Kemecsén, Mikecz Pál földbirtokos és Wéber Berta hat gyermekének egyikeként. A nyíregyházi evangélikus főgimnáziumban érettségizett, majd 1912-ben a budapesti Műegyetemen szerzett mérnöki oklevelet. Munkáját Jászkiséren, a Heves-Szolnok-Jászvidéki Tisza és Belvízszabályozó Társulatnál kezdte meg. 1917. december 1-jén a nyíregyházi Nyírvízszabályozó Társulat mérnöke lett, s feleségével – a jászkiséri Kűry Klárával (1895–1978) – Nyíregyházára költözött. 1940. január 1-jével a Társulat igazgató főmérnökévé választotta.
Találmányai közé tartozott a nyíri homokban igen jól alkalmazható, U alakú  – közvetlen munkatársával kidolgozott – előregyártott vasbeton idom, melyet a kiásott csatornákba süllyesztettek, megakadályozva ezzel a medrek eliszaposodását. Tervei alapján készült 1926–1929 között a társulat szivattyútelepeinek, műtárgyainak nagy része. Ő volt a társulat igazgatója egészen az 1948-as  államosításig. Az államosítás után szolgálataira nem tartottak igényt, 1948. november 1-jén nyugdíjazták. Mikecz Pál ezután Nyíregyházáról Jászkisérre költözött. Budapesten, a Farkasréti temetőben nyugszik.